# Podgorac (Ražanj)
Podgorac (em cirílico: Подгорац) é uma vila da Sérvia localizada no município de Ražanj, pertencente ao distrito de Nišava. A sua população era de 397 habitantes segundo o censo de 2011.

## Demografia
| 1948 | 1953 | 1961 | 1971 | 1981 | 1991 | 2002 | 2011 |
| ---- | ---- | ---- | ---- | ---- | ---- | ---- | ---- |
| 1063 | 1095 | 1034 | 911  | 802  | 649  | 516  | 397  |